# Cintura mobile delle Filippine

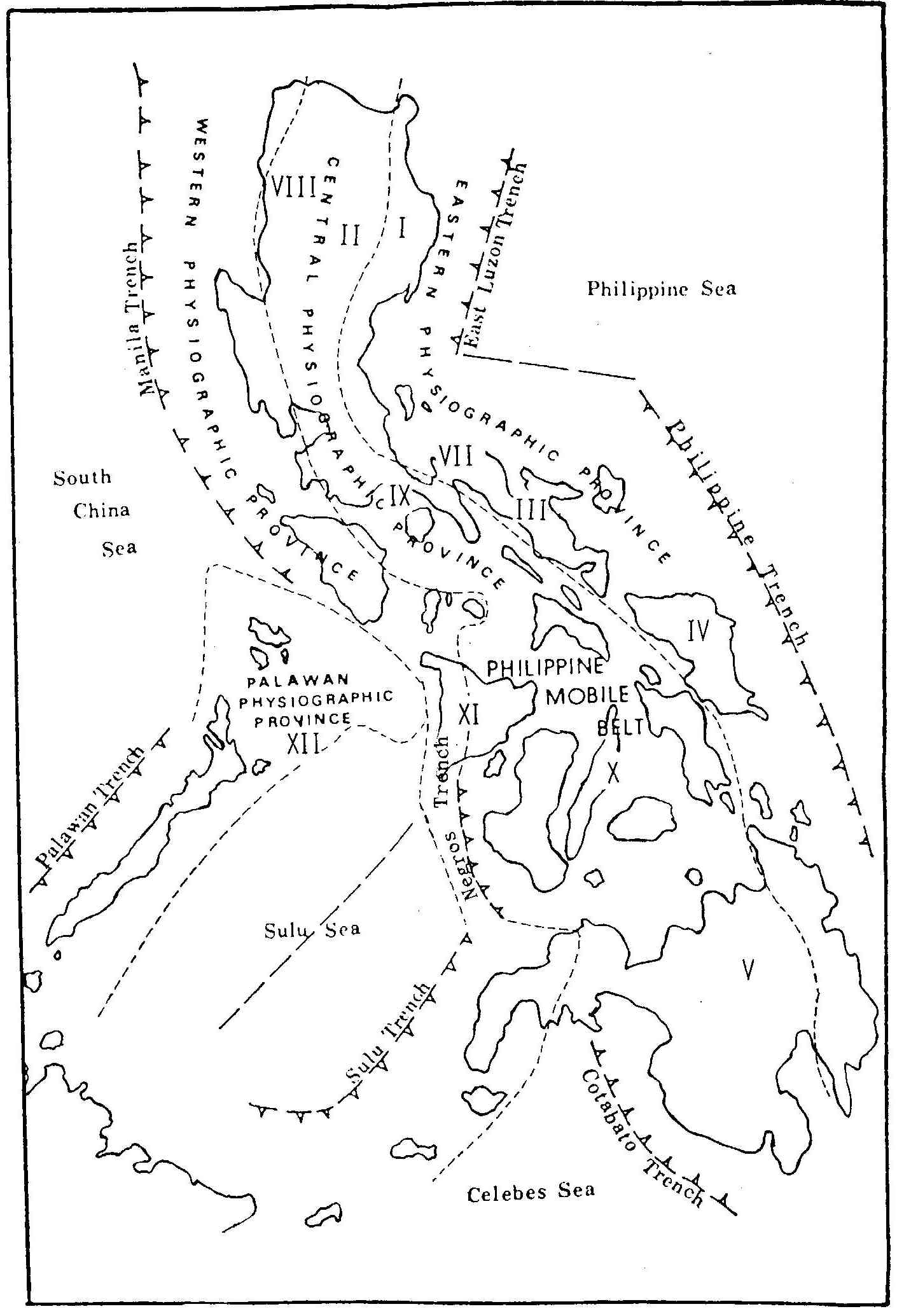
I più importanti elementi fisiogragici della cintura mobile delle Filippine.

La cintura mobile delle Filippine è una complessa porzione del margine tettonico tra la placca euroasiatica e la placca delle Filippine e comprende gran parte delle isole Filippine. Vi sono incluse due zone di subduzione, la fossa di Manila a ovest e la fossa delle Filippine a est, oltre al sistema di faglie delle Filippine. 
All'interno della cintura si trovano blocchi crostali o microplacche che sono stati strappati dalle grandi placche adiacenti e sono sottoposti a notevoli deformazioni.
Vasti segmenti delle Filippine, inclusa la porzione settentrionale di Luzon (la maggiore isola delle Filippine), fanno parte della cintura mobile delle Filippine, che è delimitata dalla placca delle Filippine a est, dalla zona di collisione del Mar delle Molucche a sud, dalla placca della Sonda a sudovest e dal bacino del Mar Cinese Meridionale a ovest e nordovest. A nord termina nella parte orientale di Taiwan, la zona attiva di collisione tra la porzione della fossa di Luzon nord dell'arco vulcanico di Luzon e la Cina meridionale.
La cintura mobile delle Filippine viene anche denominata microplacca delle Filippine o cintura di Taiwan-Luzon-Mindoro.